# Isabel-Clara Simó i Monllor
Isabel-Clara Simó i Monllor (Alcoy, 4 aprile 1943 – Barcellona, 13 gennaio 2020) è stata una scrittrice, giornalista e politica spagnola della Comunità Valenzana.
È considerata una delle più importanti autrici della letteratura catalana moderna. Ha ricevuto più volte premi, e nel 1999 è stato insignita della Creu de Sant Jordi per la sua carriera letteraria.
Le sue opere sono state tradotte in tedesco, inglese, basco, spagnolo, francese, gallego, italiano, olandese e svedese.

## Biografia

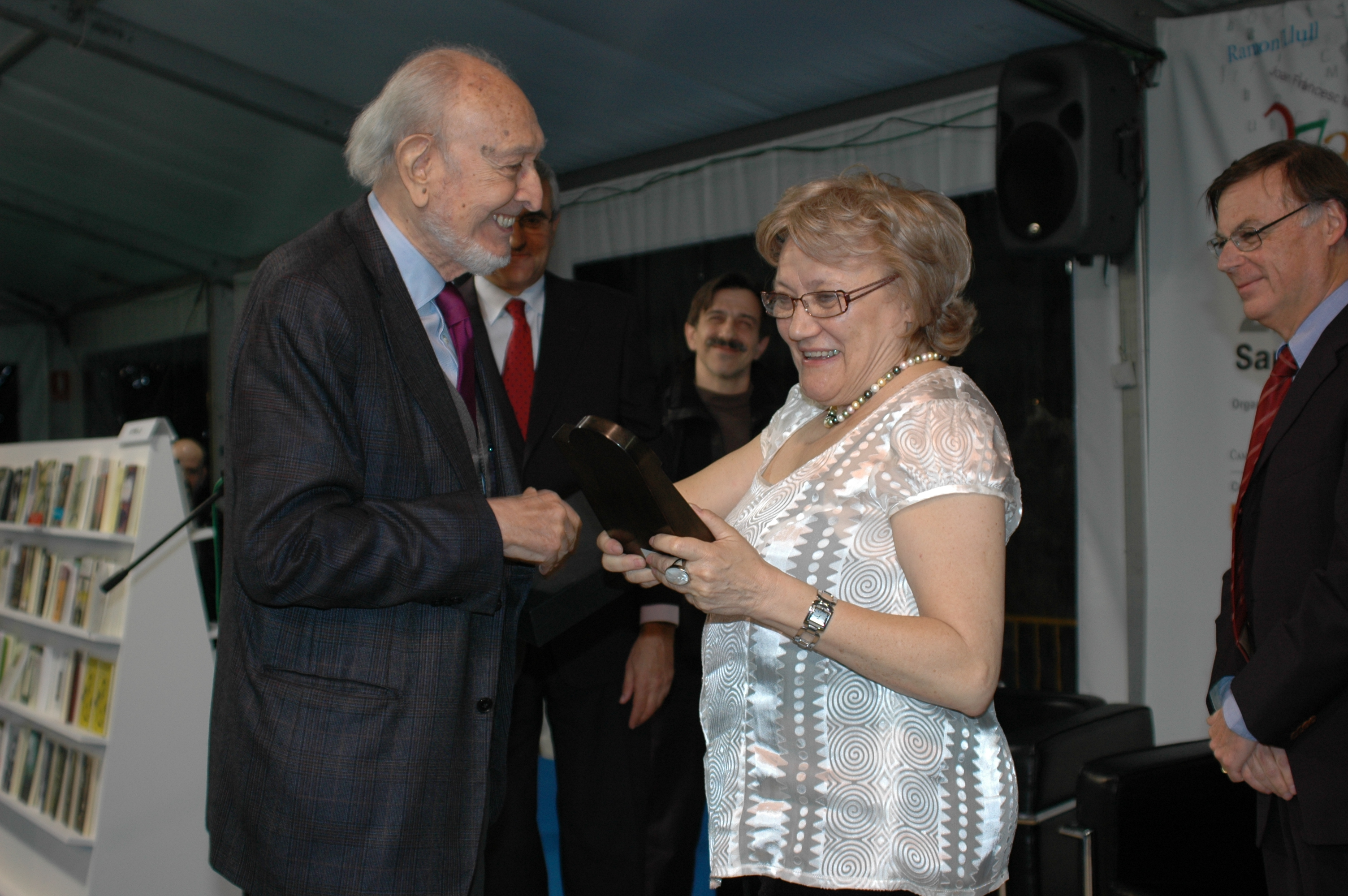
Isabel-Clara Simó e Josep Maria Castellet.

Isabel-Clara Simó si è laureata in filosofia e in giornalismo presso l'Università di Valencia;  in seguito, ha ottenuto un dottorato in filologia romanza. Ha insegnato a Bunyol e poi presso l'Institut Ramon Muntaner a Figueres, città in cui sono nati i suoi figli. In seguito ha insegnato all'Institut Sant Josep de Calasanç di Barcellona. Si è avvicinata al giornalismo nel 1972, divenendo poi direttrice del settimanale Canigó e collaborando regolarmente a vari media. Ha creato, nei suoi racconti e romanzi, indagini sui rapporti conflittuali tra personaggi complessi, come ad esempio La Nati (1991), Raquel (1992), Històries perverses (1992) oT'imagines la vida sense ell? (2000). Opere come Júlia (1983) o D'Alcoi a Nova York (1987) sono ambientate ad Alcoy, sua città natale.
È stata delegata dei Libro dei Departamento di Cultura de la Generalitat della Catalogna. Nel 1999 fu insignita della Creu de Sant Jordi, per la sua carriera. La raccolta di storie Dones (1997) è stata oggetto di un adattamento cinematografico nel 2000. 
Nel 2009 le è stato assegnato il premio Trajectòria nell'ambito della Settimana del Libro della Catalogna, come riconoscimento dell'ampio lavoro della scrittrice e del suo coinvolgimento nella difesa della lingua catalana. Nel 2013, il Comune di Alcoy le ha conferito la medaglia d'oro della città, e la ha nominata "figlia prediletta".
È morta nel gennaio del 2020 all'età di 76 anni, per via di complicazioni dovute alla sclerosi laterale amiotrofica diagnosticatale qualche anno prima.

## Opere
Opere più notevoli:

### Novelle
- Júlia. Barcelona: La Magrana, 1983
- Ídols. Barcelona: La Magrana, 1985
- T'estimo, Marta. Barcelona: La Magrana, 1986
- El secret d'en Toni Trull. Barcelona: Barcanova, 1986
- El mossèn. Barcelona: Plaza i Janés, 1987
- Els ulls de Clídice. Barcelona: Ed. 62, 1990
- La veïna. Barcelona: Àrea, 1990
- Una ombra fosca com un núvol de tempesta. Barcelona: Àrea, 1991
- La Nati. Barcelona: Àrea, 1991
- El Mas del Diable. Barcelona: Àrea, 1992
- Raquel. Barcelona: Columna, 1992 [juvenil]
- La salvatge. Barcelona: Columna, 1994
- La innocent. Barcelona: Columna, 1995
- Joel. Barcelona: Columna, 1996[6]
- El professor de música. Barcelona: Columna, 1998
- De nom, Emili. Barcelona: Columna, 1998
- El gust amarg de la cervesa. Barcelona: Columna, 1999
- T'imagines la vida sense ell? Barcelona: Columna, 2000
- Hum... Rita!: L'home que ensumava dones. València: Eliseu Climent / 3i4, 2001
- L'home que volava en el trapezi. Barcelona: Columna, 2002
- Adéu-suau. Barcelona: Ed. 62, 2006
- Dora diu que no. Alzira: Bromera, 2006 [juvenil]
- El caníbal. Barcelona: Columna, 2007
- El meu germà Pol. Alzira: Bromera, 2008
- Amor meva. Barcelona: Ed. 62, 2010[7]
- Un tros de cel. Alzira: Bromera, 2012
- Els invisibles. Barcelona: Amsterdam, 2013[8][9][10][11][12]
- La vida sense ell (nova versió de T'imagines la vida sense ell?). Alzira: Bromera, 2013
- L'amant de Picasso. Alzira: Bromera, 2015
- Jonàs. Barcelona: Edicions 62, 2016

### Racconti
- És quan miro que hi veig clar. Barcelona: Selecta, 1979
- Bresca. Barcelona: Laia, 1985
- Alcoi-Nova York. Barcelona: Ed. 62, 1987
- Històries perverses. Barcelona: Ed. 62, 1992
- Perfils cruels. Barcelona: Ed. 62, 1995
- Dones. Barcelona: Columna, 1997
- En Jordi i la sargantana. Barcelona: Columna, 1999 [infantil]
- Contes d'Isabel: antologia. Barcelona: Columna, 1999
- Sobre el nacionalisme (Carta al meu nét). Barcelona: Columna, 2000
- Estimats homes (Una caricatura). Barcelona: Columna, 2001
- En legítima defensa. Barcelona: Columna, 2003
- Angelets. Barcelona: Ed. 62, 2004
- Adéu Boadella. Barcelona: Mina, 2008
- Homes. Alzira: Bromera, 2010
- Tota aquesta gent. Barcelona: Edicions 62, 2014

### Teatro
- ... I Nora obrí la porta. Barcelona: Revista Entreacte, 1990
- Còmplices. Alzira: Bromera, 2004
- La visita. Alzira: Bromera, 2012
- Dona i Catalunya. Institut Francès, 1982
- Dones. Mite-les. Barcelona: Teatre Regina, 1999
- Còmplices. Pep Cortès, Granollers: Teatre de Ponent, 2003

### Poesia
- ABCDARI. Alcoi: Marfil, 1995
- El conjur. Barcelona: Ed. 62, 2009

### Studi letterari
- Si em necessites, xiula. Barcelona: Ed. 62, 2005

### Libri autobiografici
- Els racons de la memòria. Barcelona: Ed. 62, 2009

### Altro
- El món de Toni Miró. València: Ed. de la Guerra, 1989

## Premi e riconoscimenti[1]
- 1978 il Víctor Català per És quan miro que hi veig clar
- 1985 il Crítica del País Valencià per Ídols
- 1993 il Crítica Serra d'Or de Literatura i Assaig per Històries perverses
- 1993 il Premi Sant Jordi de novel·la per La salvatge
- 1994 il València de Literatura-narrativa per La innocent
- 1999 il Crítica dels Escriptors Valencians de narrativa per El professor de música
- 2001 il Premis Octubre-Andròmina de narrativa per Hum... Rita! : L'home que ensumava dones
- 2002 APPEC (Associació de Publicacions Periòdiques en Català)
- 2004 il Crítica dels Escriptors Valencians d'assaig per En legítima defensa
- 2007 il XIX Premio de Novel Ciutat d'Alzira per El meu germà Pol
- 2009 Crítica dels Escriptors Valencians d'assaig per Adéu Boadella
- 2009 Premi Trajectòria de la Setmana del Llibre en Català
- 2009 Pompeu Fabra
- 2010 Joanot Martorell de narrativa de Gandia per Amor meva
- 2011 Ciutat d'Alcoi de teatre per La visita
- 2013 Memorial Jaume Fuster de l'AELC per a la trajectòria i al conjunt de la seva obra
- 2013 Medalla d'Or de la ciutat d'Alcoi